# Zawiązek
Zawiązek, łac. primordium – w biologii część organizmu będąca we wczesnej fazie rozwoju. Zwykle kilka komórek z których rozwinie się narząd. Termin pojawia się w różnych dziedzinach biologii (np. zawiązki zębów, zawiązki owocników grzybów), jednak najczęściej stosowany jest w botanice jako określenie pierwszej fazy rozwojowej organów roślin takich zawiązki liści, owoców, korzeni, kwiatów, pędu.
U roślin primordia liści i kwiatów powstają z komórek merystemu wierzchołkowego pędu. Proces powstawania zawiązków jest regulowany przez zestaw genów oraz hormony roślinne. Najważniejszym fitohormonem wpływającym na wykształcenie się primordiów jest auksyna.